# Slip Kid
Pour les articles homonymes, voir Slip (homonymie).
Singles de The Who
Squeeze Box Who Are You
Pistes de The Who By Numbers
However Much I Booze
Slip Kid est une chanson du groupe britannique The Who, parue en 1975 à la première piste de l'album The Who By Numbers.

## Caractéristiques
Cette chanson présente une rythmique proéminente. En plus de la batterie et de la basse, on entend des percussions supplémentaires et du piano. La structure musicale de la chanson est assez complexe. Les premiers couplets et refrains se succèdent, mais un premier break survient, avec de courtes mélodies au piano. Survient un long solo de guitare, puis survient un second break, avec un effet de volume à la guitare donnant une atmosphère assez sombre. La chanson revient finalement aux couplets. Roger Daltrey est au chant principal.
Les paroles semblent traiter du conflit des générations (l'un des sujets favoris du groupe, voir My Generation) et de la difficulté à vivre. Pete Townshend, l'auteur de cette chanson, en décrit ainsi le thème :
« Slip Kid était un avertissement envers les jeunes garçons s'engageant dans la musique qu'elle allait les blesser; c'était presque parental dans sa sagesse assumée. »
Slip Kid sortit en single aux États-Unis et au Canada en août 1976, dans une version éditée de 3:30, mais elle ne parvint pas dans les charts. La chanson fut jouée durant la tournée européenne de 1976 et les premières semaines de la tournée américaine, mais fut rapidement abandonnée. Les parties de piano et de percussions en concert étaient reproduites sur bande.